# پیتر متز
پیتر مَتز (انگلیسی: Peter Matz؛ ۶ نوامبر ۱۹۲۸ – ۹ اوت ۲۰۰۲) موسیقی‌دان، آهنگساز، تنظیم‌کننده و رهبر ارکستر اهل ایالات متحده آمریکا بود. وی بین سال‌های ۱۹۵۴ تا ۱۹۹۵ میلادی فعالیت می‌کرد.
او برندهٔ سه جایزه امی و جایزه گرمی بود و بیشتر بخاطر همکاری‌اش در آلبوم‌های نخستینِ باربارا استرایسند شهرت دارد. از دیگر هنرمندانی که وی با آنها همکاری نزدیک داشته است، می‌توان به مارلنه دیتریش و نوئل کاوارد اشاره کرد.

## گزیدهٔ فیلم‌شناسی
- آلیس در سرزمین عجایب (۱۹۷۶)
- آوای وحش (۱۹۷۶)
- مارلو (۱۹۶۹)
- بای‌بای برورمن (۱۹۶۸)